# Гугутка
Гугу́тка (болг. Гугутка) — село в Хасковській області Болгарії. Входить до складу общини Івайловград.

## Населення
За даними перепису населення 2011 року у селі проживали 82 особи.
Національний склад населення села:
| Національність   | Кількість осіб | Відсоток |
| ---------------- | -------------- | -------- |
| болгари          | 28             | 68,3%    |
| турки            | 7              | 17,1%    |
| цигани           | 0              | 0%       |
| інша             | 6              | 14,6%    |
| не визначились   | 0              | 0%       |
| Всього відповіли | 41             |          |

Розподіл населення за віком у 2011 році:
Динаміка населення: